# The Shark is Still Working
The Shark is Still Working è un documentario diretto da Erik Hollander basato sull'impatto e l'eredità del film del 1975 Lo squalo di Steven Spielberg. È stato realizzato nel 2007, dopo una lavorazione lunga sette anni.
Il documentario rappresenta le ultime apparizioni di Peter Benchley (autore del libro da cui è stato tratto il film) e dell'attore Percy Rodriguez.
La voce narrante del film è di Roy Scheider.

## Trama
Attori e registi dibattono sull'eredità e l'impatto di Lo squalo diretto da Steven Spielberg, attraverso numerose testimonianze degli addetti ai lavori, degli attori del cast del originale, e numerosi altri artisti a loro volta influenzati dal film all'epoca della sua uscita. Il titolo del film fa riferimento ai problemi causati dallo squalo meccanico durante le riprese, quando la troupe ripeteva continuamente "The Shark is Not Working" ("Lo squalo non funziona").

## Distribuzione
Il documentario è stato realizzato nel 2007 ma è stato distribuito solo il 2 maggio 2009 alla United Film Festival di Los Angeles. Successivamente nel 2012 la Universal lo ha inserito tra i contenuti extra della versione blu-ray del film.
Anche in Italia il documentario si può trovare nel blu-ray del film, sottotitolato in italiano.